# Hanomag 9089–9091
Die normalspurigen Tenderlokomotiven Hanomag 9089–9091 waren Dampflokomotiven für den gemischten schweren Betrieb und wurden von Hanomag 1919 gebaut. Sie wurden bei der Rinteln-Stadthagener Eisenbahn (RStE) und der Braunschweig-Schöninger Eisenbahn (BSE) zuerst eingesetzt.
Die Lokomotiven der BSE wurden noch 1919 an die Köln-Bonner Eisenbahnen (KBE) abgegeben, wo sie bis 1959 im Einsatz standen. Die Lokomotive der RStE gelangte zur Deutschen Eisenbahn-Gesellschaft (DEG) und war auf verschiedenen Strecken bis 1965 im Einsatz. Alle Lokomotiven wurden verschrottet.

## Geschichte

### Rinteln-Stadthagener Eisenbahn

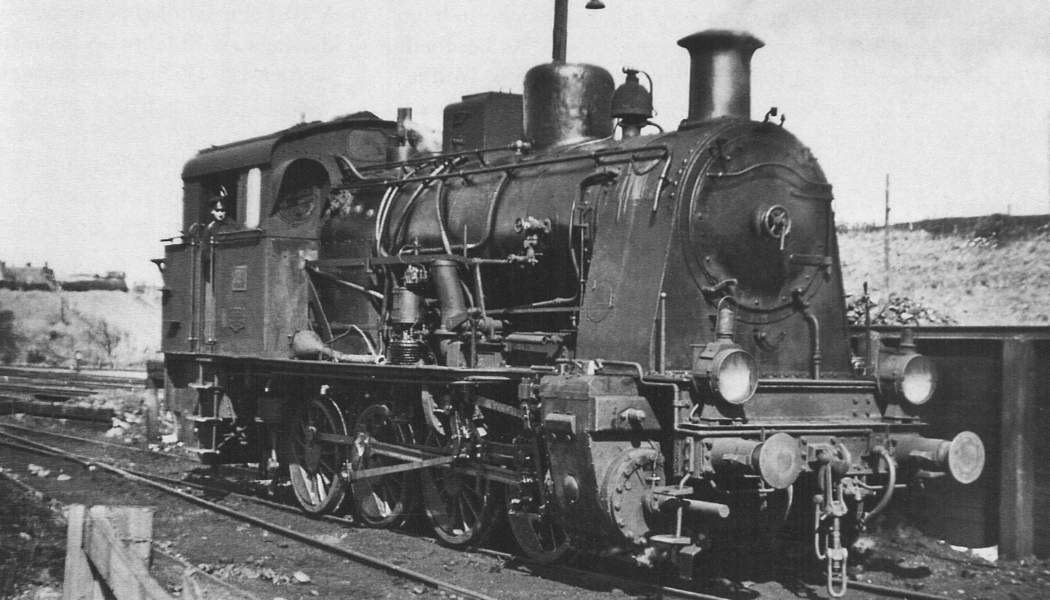
RStE 7 als ADEG 181 1940 in Kiel

Da im Ersten Weltkrieg die bei der Rinteln-Stadthagener Eisenbahn verwendeten zwei- und dreiachsigen Lokomotiven nicht mehr ausreichten, beschaffte die Bahngesellschaft von Hanomag eine vierfach gekuppelte Nassdampflokomotive.
Die Lokomotive besaß einige typische preußische Bauartmerkmale; besonders das Führerhaus und die Zylinderkörper erinnern an die  T 13. Es wird angenommen, dass Hanomag zur Bauzeit noch alte, brauchbare Teile der T 13 besaß und für den Bau der drei Lokomotiven mit verwendete.
1933 wurde die Lokomotive RStE 7 auf Heißdampfbetrieb umgebaut. In den 1950er Jahren wurde sie von der DEG übernommen und bekam zunächst die Bezeichnung 181, wurde jedoch zu einem nicht bekannten Zeitpunkt als Nummer 180 bezeichnet. 1953 wurde sie bevorzugt auf der Kleinbahn Neheim-Hüsten-Sundern verwendet, 1963 abgestellt und 1965 ausgemustert.

### Braunschweig-Schöninger Eisenbahn
Die anderen beiden Lokomotiven wurden an die Braunschweig-Schöninger Eisenbahn (BSE) geliefert und als BSE 10–11 bezeichnet. Sie wurden jedoch fast nicht eingesetzt und im gleichen Jahr an die Köln-Bonner Eisenbahnen weitergegeben.

### Köln-Bonner Eisenbahnen

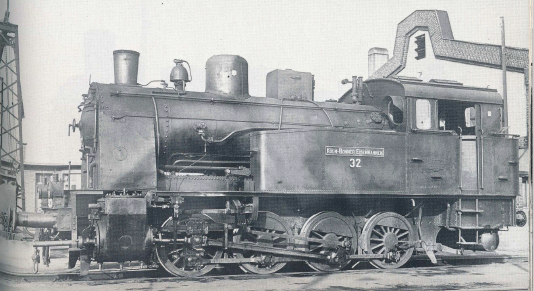
Lokomotive Hanomag 9091 als KBE 32

1919 benötigten die Köln-Bonner Eisenbahnen für den ansteigenden Betrieb schwerere und stärkere Lokomotiven. Deshalb übernahm sie beide Maschinen der Braunschweig-Schöninger Eisenbahn und setzte sie als KBE 31II und 32II ein. Die bisher mit diesem Nummern bezeichneten Loks der Bauart Hohenzollern Typ Bonn wurden als KBE 50–63 bezeichnet. Von der KBE 32II ist das Abnahmeprotokoll erhalten geblieben, sie führte am 9. Februar 1920 ihre Abnahmefahrt von Vochem-Brühl bis nach Wesseling durch. Vorher war ihr Kessel am 29. Juli 1919 mit einem Prüfdruck von 18 bar geprüft worden.
Die beiden Loks erhielten bei den KBE zusätzliche seitliche Wasserkästen, damit hatten sie ein gesamtes Fassungsvermögen von 8 m³ Wasser. Im Gegensatz zur RStE 7 sollen beide Lokomotiven befriedigende Laufeigenschaften besessen haben.
Die KBE 31 ist nach einer Quelle im Zweiten Weltkrieg verschollen, sie soll sich zu einer Ausbesserung im Ausland befunden haben. Nach anderer Quelle wird die Lok an die Zeche Walsum abgegeben bezeichnet, sie soll 1954 an Thyssen & Co. in Mülheim weitergegeben und dort 1954 ausgemustert worden sein. Die KBE 32 erhielt im Mai 1951 eine Hauptausbesserung, 1958 wurde sie ausgemustert und verschrottet.

## Konstruktion
Die Hanomag-Lokomotiven hatten einen einheitlichen Achsabstand, wobei die dritte Achse als Treibachse ausgebildet war. Die zweite und vierte Achse waren mit einem Seitenspiel versehen. 
Die Maschinen hatten Heusinger-Steuerung mit großen Flachschiebern und Steuerschraube. Der Kessel mit Planrost soll ab Werk mit einer Feuerbüchse aus Stahl ausgerüstet gewesen sein. Der bei der Lieferung vorhandene Kranzschornstein wurde bei der KBE 32 später durch einen geraden Schornstein ausgetauscht. Die Loks waren mit einer Druckluftbremse ausgerüstet.
Sie besaßen einen hohen Blechrahmen, der gleichzeitig als Wasserbehälter mit verwendet wurde.